# Shirley Firth
Shirley Anne Firth-Larsson, CM (* 31. Dezember 1953 in Aklavik, Nordwest-Territorien; † 30. April 2013 in Yellowknife, Nordwest-Territorien) war eine kanadische Skilangläuferin.
Als Angehörige des Indianerstammes Gwich'in, war sie zusammen mit ihrer Schwester Sharon Firth eine der ersten Eingeborenen, welche Kanada bei Olympischen Spielen vertrat.

## Karriere
Als Firth fünf Jahre alt war, zog die Familie von Aklavik nach Inuvik, wo sie in ein Trainingsprogramm zum Erlernen des Skilanglaufes aufgenommen wurde. Bereits im Alter von 13 nahm sie in Anchorage an ihrem ersten Wettkampf teil und gewann. Im Laufe ihrer Karriere nahm Firth an je vier Olympischen Winterspielen und Nordischen Skiweltmeisterschaften teil. Insgesamt konnte sie bei kanadischen und Universitäts- sowie Nordischen Meisterschaften 42 Medaillen erringen – 29 goldene, 10 silberne und 3 bronzene.
Nach ihrer Hochzeit zog Firth für 20 Jahre nach Europa, wo sie 2002 an der Universität Paris ihr Lehrdiplom bestand. Anschließend referierte sie über die Inuitkulturen an verschiedenen Universitäten, Schulen und Kulturzentren in Mitteleuropa und Skandinavien.
Ab 2005 lebte sie in Yellowknife, Nordwest-Territorien.

## Auszeichnungen
Firth wurde insgesamt sechsmal zur Kanadischen Skilangläuferin des Jahres des Ski Racing Magazines gewählt. 1972 erhielt sie den John Semmelink Memorial Award vom kanadischen Skiverband. Neun Jahre später verlieh ihr die Regierung der Nordwest-Territorien den Commissioner's Award. 1987 bekam sie den Order of Canada verliehen. Des Weiteren wurde sie 1990 in die Hall of Fame des Canada Ski Museums aufgenommen. Seit 2002 ist sie außerdem Trägerin der Queen's Golden Jubilee Medal.
Der Firth Award, welcher nach Shirley und Sharon Firth benannt ist, wird jährlich an Frauen vergeben, welche einen außergewöhnlichen Beitrag für den kanadischen Skilanglauf geleistet haben.